# Hypotoni
Hypotoni eller hypotension betyder onormalt lågt blodtryck, som regel ett blodtryck under 90/60. Om endast övertrycket (det första talet) är för lågt kallas tillståndet systolisk hypotoni, och om endast undertrycket (det sista talet), diastolisk hypotoni. Motsatsen kallas hypertoni.

## Symtom
Symtomen på hypotoni är svimningar, att det svartnar för ögonen när man reser sig, yrsel, letargi, asteni. Hypotoni är dock oftast symtomfri.

## Patofysiologi
Blodtrycket beror på hjärtats förmåga att pumpa blod, samt egenskaper i ådrorna och blodet (blodets tjockhet, med mera). Om dessa förutsättningar förändras, kommer därför blodtrycket att förändras.
Hypotoni förekommer oftare hos personer som är unga, långa och smala, samt oftare i vila och efter lång sängvistelse. Det kan också uppkomma som biverkning av läkemedel, såsom alfa- och betablockerare och vissa antidepressiva. Blodtrycket sjunker häftigt, tillfälligt, om man reser sig upp snabbt, vilket kallas blodtrycksfall (eller ortostatisk hypotoni).
Bland sjukdomar som ger lågt blodtryck finns låg blodvolym, chock, hjärtsvikt, diabetes, Parkinsons sjukdom, Addisons sjukdom och åderbråck. Det finns sannolikt en viss korrelation mellan lågt blodtryck och depression och ångeststörningar, ett tecken som kan uppkomma flera år efter den psykiska störningen. Ett lågt diastoliskt tryck korrelerar troligen med försämrad förmåga att erfara positiva känslor (avtrubbad affekt och anhedoni).

## Behandling
Hypotoni behöver inte behandlas medicinskt om den inte ger några symtom, eftersom det bara under extrema förhållanden är farligt för hjärtat. Det behandlas, om det är nödvändigt, genom att behandla den framkallande orsaken. I sällsynta fall kan själva hypotonin behandlas med läkemedel som ökar blodvolymen eller drar ihop artärerna.